# (16241) Dvorsky
(16241) Dvorsky (2000 GD126) – planetoida z grupy pasa głównego asteroid okrążająca Słońce w ciągu 4,15 lat w średniej odległości 2,58 j.a. Odkryta 7 kwietnia 2000 roku.